# Wilhelm Löffler (Fechter)
Wilhelm Löffler (* 7. Februar 1886; † nach 1928) war ein deutscher Fechter und zweimaliger Teilnehmer bei den Olympischen Spielen. Er focht erst beim Darmstädter Fecht-Club, später für den FTV 1860 Frankfurt.

## Erfolge
1909 trat Löffler bei einem internationalen Turnier in Offenbach an und wurde Dritter mit dem Florett im Wettbewerb der Junioren. Bei einem internationalen Turnier im selben Jahr in Wiesbaden wurde er Neunter, diesmal in der offenen Altersklasse. 1913 gewann er ein Turnier des TV Offenbach sowohl im Florett als auch im Säbel. Bei den Deutschen Meisterschaften 1913 wurde er Vizemeister mit dem Florett.
Nach dem Ersten Weltkrieg wurde Löffler 1920 Zweiter im Florett und Dritter im Säbel bei einem Turnier in München, 1926 errang er den zweiten Platz bei den Deutschen Kampfspielen in Köln. Anschließend wechselte er den Verein zum FTV 1860 Frankfurt am Main und wurde 1927 nochmals Dritter bei den Deutschen Meisterschaften 1927.
Löffler trat zweimal bei den Olympischen Spielen an. In Stockholm nahm er bei den Olympischen Spielen 1912 im Floretteinzel teil und wurde in der Vorrunde mit zwei Niederlagen dritter. Anschließend schied er in der zweiten Runde aus. Bei den Olympischen Spielen 1928 in Amsterdam war er mit über vierzig Jahren noch Mitglied der Florettmannschaft, die allerdings schon in der ersten Runde ausschied.